# Ascanio Condivi
Ascanio Condivi (Ripatransone, 1525 – Ripatransone, 10 de dezembro de 1574) foi um nobre, pintor e escritor da Itália.
É lembrado por ter sido um dos primeiros biógrafos de Michelangelo, de quem foi discípulo em Roma, e sua biografia, Vita di Michelagnolo Buonarroti, de 1553, ainda hoje é considerada uma das melhores fontes para o conhecimento da vida do artista. Depois da publicação do trabalho, voltou para sua cidade natal, casou e dedicou-se à pintura sacra.

## Biografia
Filho de Latino Condivi e Vitangela de 'Ricci, Ascanio Condivi era um nobre nascido na cidade de Ripatransone na Marche.
Ele se mudou para Roma   cerca de 1545, onde se tornou conhecido de Michelangelo. Em 1553, ele publicou "Vita di Michelagnolo" " [sic]" "Buonarroti", um relato autorizado da vida de Michelangelo sobre a qual seu sujeito tinha controle total. O  Vita  foi parcialmente uma refutação de rumores hostis que estavam sendo perpetrados sobre o artista, a saber, que ele era arrogante, avarento, ciumento de outros artistas e relutante em aceitar alunos.